# Zygmunt Wolniewicz
Zygmunt Wolniewicz (ur. 7 marca 1913 w Stęszewie, zm. 8 lutego 1983 w Poznaniu) – polski działacz społeczny i polityczny, prezes Towarzystwa Miłośników Miasta Poznania.

## Życiorys
Pochodził z rodziny robotniczej (jego ojciec był murarzem). Już w szesnastym roku życia pracował zarobkowo w Poznaniu, jako fryzjer, gdzie jednocześnie uczył się i zdał maturę. W 1939 walczył jako żołnierz Armii Poznań, a w czasie okupacji pracował w zakładach Telefunken w Poznaniu, działając także w ruchu oporu (podziemna Robotnicza Partia Polskich Socjalistów). Od 1945 w PPS, a od 1948 w PZPR. W 1950 ukończył studia na Wydziale Prawa i Administracji Uniwersytetu im. Adama Mickiewicza w Poznaniu. Od 1949 był wiceprzewodniczącym Rady Narodowej m. Poznania, a następnie sekretarzem Prezydium Rady Narodowej (do 1954) oraz wiceprzewodniczącym tego organu (do 1958). W latach 1950–1965 przewodniczący Miejskiego Komitetu Społecznego Funduszu Odbudowy Stolicy. W latach 1965–1973 zastępca przewodniczącego Miejskiego Społecznego Komitetu Budowy Szkół i Internatów. Brał udział w pracach Komitetu Budowy Pomnika Powstańców Wielkopolskich, Komitetu Budowy Domu Weterana na Szelągu, Komitetu Budowy Parku Pomnika Braterstwa Broni na Cytadeli w Poznaniu. W latach 1957–1979 dyrektor Wielkopolskiego Wydawnictwa Prasowego RSW Prasa-Książka-Ruch. Od 16 października 1978 prezes Towarzystwa Miłośników Miasta Poznania, w którym działał od wielu lat i któremu przewodniczył już do śmierci. Został pochowany na Cmentarzu Junikowo w Poznaniu.